# Alexander Sutherland Neill
Alexander Sutherland Neill (17. říjen 1883, Forfar – 23. září 1973, Aldeburgh) byl skotský pedagog a filozof. Proslul především založením školy Summerhill, kde realizoval svůj plán nového typu výuky, kterou nazýval „demokratická“ či „svobodná“.

## Život
Neill sám vyrostl v přísné kalvinistické rodině, byl často trestaný a měl velké problémy ve škole. Právě to ho později motivovalo k tvorbě alternativního typu školy a výchovy.
S jistým zpožděním, až ve 25 letech, vstoupil na univerzitu v Edinburghu, nejprve studoval zemědělství, ale na konci prvního ročníku změnil obor na literaturu. Absolvoval roku 1912. Poté se věnoval novinařině, stal se kulturním redaktorem Piccadilly Magazine. Poté však musel narukovat do první světové války, čímž jeho novinářská kariéra skončila.
Ještě v průběhu války se vrátil do Skotska a začal učit na Gretna Green School. Tehdy začal poznávat zádrhele učitelského řemesla, jež vtipně popsal ve své první knize A Dominie's Log. V roce 1921 byl pozván učit do německých Drážďan, kde vznikla škola zkoušející nové metody výuky. Roku 1923 byla přemístěna do kláštera nedaleko Vídně, ale tamní obyvatelstvo ji nepřijalo dobře a škola zanikla. Neill se rozhodl vrátit do Skotska a založit zde na podobných principech novou školu. Učinil tak roku 1924, nazval ji Summerhill a sídlila nejprve v městečku Lyme Regis. Roku 1927 se škola přestěhovala do Leistonu, kde škola sídlí dodnes (2021).
Zpočátku byla škola ovlivněna psychoanalýzou - Neill četl Freuda a ač neměl žádné psychoanalytické či psychoterapeutické školení, pokoušel se s dětmi pracovat za pomoci psychoterapeutických pohovorů, zejména s těmi, které měly výchovné problémy. Pak však tuto linii, částečně pod vlivem knih Wilhelma Reicha, zcela odvrhl a přijal ideu, že řešení všech problémů je prostě „láska, přijetí a svoboda“.
Principem výuky měla být radikální demokratičnost: děti ve škole samy rozhodovaly, čemu se budou věnovat, neexistoval ani rozvrh, ani vyučovací hodiny. Učitelé (ten pojem se ovšem ve škole neužíval) s dětmi pracovali, jen pokud si to děti samy přály. O chodu školy rozhodovali děti i dospělí na zasedání rady, přičemž hlas každého měl stejnou váhu. Děti nebyly hodnoceny, pokud si to samy nepřály. Neill tomu říkal „výuka svobodou“.
Z původní reichovské „sexuálně-revolucionářské“ inspirace, však krom antiautoritářství plynuly i některé metody, které jsou dnes vesměs vnímány jako kontroverzní a na hraně sexuálního zneužívání dětí - Neill například žákům nabízel masáže. Dodnes je možno v některých „free schools“ si odhlasovat například to, že všichni ve třídě budou nazí apod., což je předmětem kritiky. Sám Neill přiznával, že vzhledem ke své výchově v dětství měl problémy se sexualitou a intimitou. Předmětem kritiky hlavního proudu pedagogiky je i radikálně demokratický systém jako takový, podle nějž na děti ve skutečnosti nakládá příliš a příliš brzy - tím, že musí samy tvořit řád, který jim v klasické škole zajišťují dospělí.
Neillovo pojetí začalo silně rezonovat v 60. letech 20. století, kdy se v souvislosti s jinými radikálními hnutími objevilo hnutí „free school“ žádající demokratizaci západního školství. Nejznámějšími Neillovými nástupci se stali Hanna a Daniel Greenbergovi, kteří na Neillových principech založili Sudbury Valley School ve Framinghamu ve státě Massachusetts a později celou síť škol Sudbury. K některým jeho zásadám se hlásí i některé jiné typy alternativního školství.